# Monumento a la Tertulia
El Monumento a la Tertulia, conocido también como Círculo Literario del  Café Moderno, es un grupo escultórico creado por el escultor César Lombera, localizado en la ciudad española de Pontevedra. Está situado en la plaza de San José, frente al Café Moderno y el edificio central de la antigua Caja de Ahorros Provincial de Pontevedra y fue inaugurado el 13 de enero de 2006.

## Historia
Durante los siglos XIX y XX, Pontevedra fue escenario de innumerables actos culturales, como los celebrados en la casa de los Muruais (a los que asistía Valle-Inclán), en los cafés Carabela y Savoy y en la casa de Concepción Arenal.
En las primeras décadas del siglo XX, Pontevedra era un centro social y cultural y el epicentro de los intelectuales gallegos que se reunían en animadas tertulias políticas, literarias y culturales en la ciudad. El lugar de encuentro por excelencia era el Café Moderno, situado en los bajos del edificio modernista más importante de la plaza de San José.
Estas tertulias y debates en la ciudad se centraban, entre otras cosas, en los contenidos culturales y políticos de la revista Nós o en la política gallega y local. Fue en una mesa de mármol del desaparecido Café Méndez Núñez, situado en la plaza de la Peregrina, donde Vicente Risco y Castelao concibieron la revista Nós, que se publicaría durante un tiempo en la imprenta Poza de la calle Michelena.
Las tertulias eran animadas y se les dedicaba tiempo. Los numerosos funcionarios que asistían salían temprano de la oficina y los poetas o escritores no tenían un horario apretado. Todos estaban interesados en comentar la actualidad literaria o en pequeñas reflexiones políticas.
Las tertulias del Café Moderno, que tuvieron lugar principalmente en los años veinte y treinta del siglo XX, fueron en su origen tertulias literarias que se convirtieron en políticas. A partir de febrero de 1936, estas reuniones fueron siempre multitudinarias porque Castelao traía información directa del Congreso, y fue en el contexto de este debate donde se desarrolló el  movimiento del Estatuto de Autonomía de Galicia.
Además de su función como punto de encuentro de la vida ciudadana, como espacio de intercambio de opiniones sobre narrativa, poesía o ensayo, estas tertulias pontevedresas eran verdaderos centros de poder porque influían directamente en la vida política.

## Descripción
Estas tertulias culturales y políticas en la ciudad quedan reflejadas en este grupo escultórico que recrea una de las más importantes reuniones de intelectuales gallegos de la época en el Café Moderno, protagonizada por el violinista Manuel Quiroga con su violín; en él también aparecen los escritores e intelectuales Castelao (artista y escritor), Ramón Cabanillas, Carlos Casares, Valentín Paz Andrade (político y escritor) y el político e intelectual Alexandre Bóveda.
El grupo escultórico está colocado sobre una base circular de granito negro pulido. Es de bronce y muestra a los tertulianos sentados en sillas alrededor de dos mesas. Su peso es de dos toneladas. El bronce de las figuras tiene pátinas que le dan diferentes acabados y tonalidades.
Alrededor de las dos mesas se sientan Alexandre Bóveda, Castelao, Valentín Paz Andrade y Ramón Cabanillas. El más joven del grupo, Carlos Casares, se apoya en los dos últimos, observando la escena, mientras todos los participantes en la tertulia contemplan la actuación del violinista pontevedrés Manuel Quiroga.
Las sillas vacías junto a los protagonistas invitan a los ciudadanos a sentarse y fotografiarse, de forma que la escultura establece un diálogo con la ciudad.
En el interior del Café Moderno, en una de sus salas, hay otro grupo escultórico del Monumento a la Tertulia. En este caso, la réplica del grupo escultórico es de bronce policromado.

## Galería de imágenes

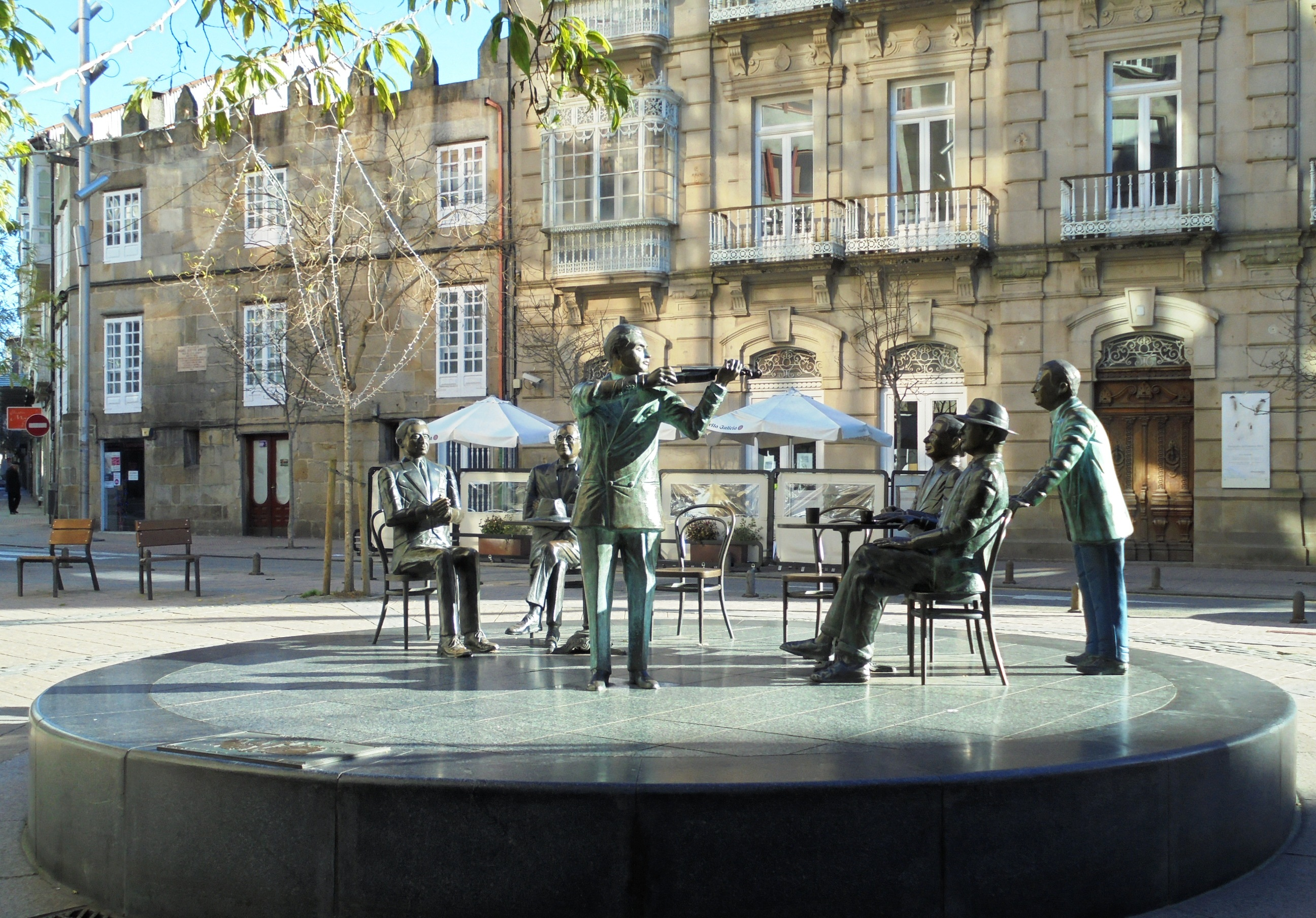
Grupo escultórico de la Tertulia
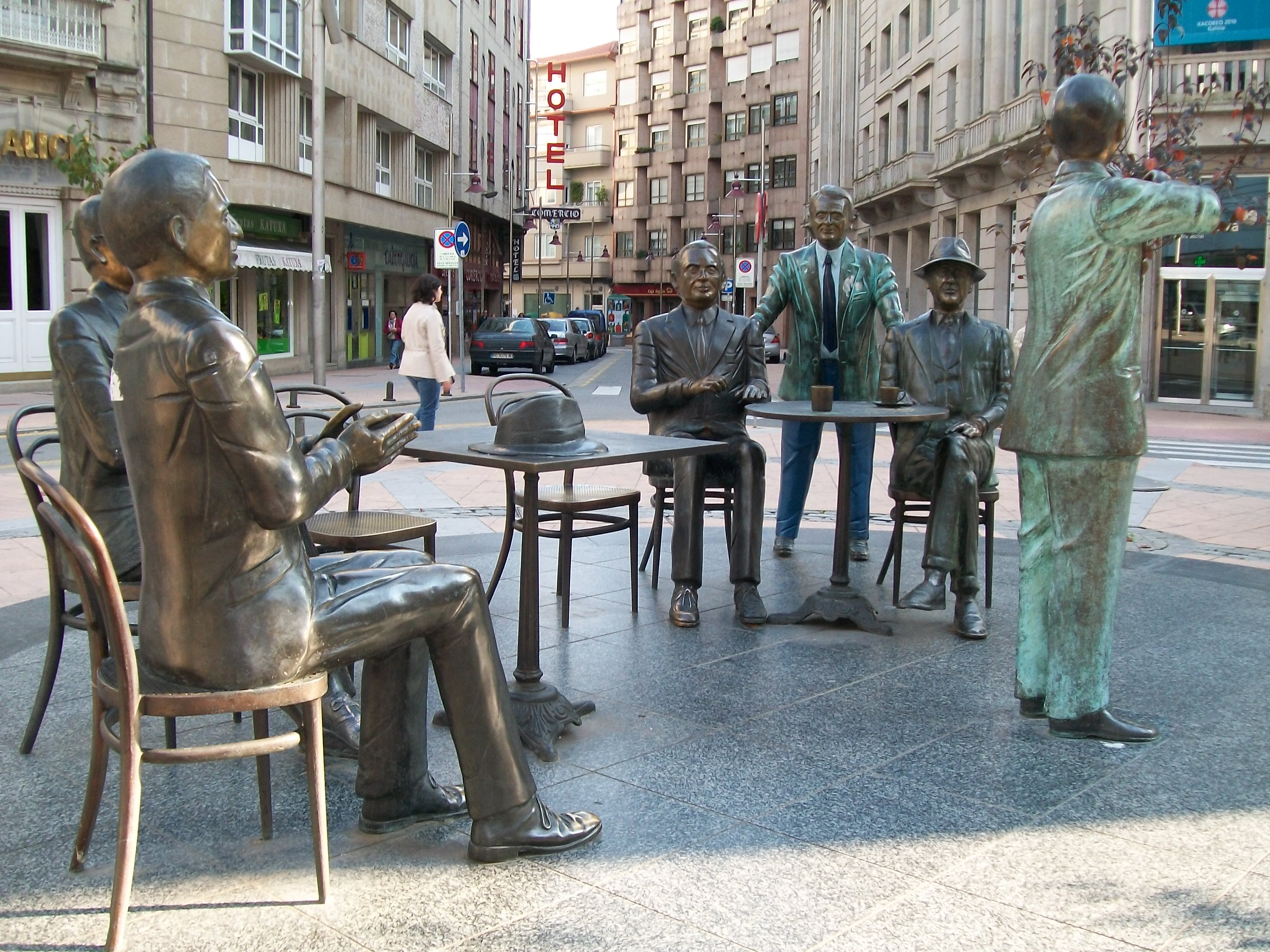
Grupo escultórico
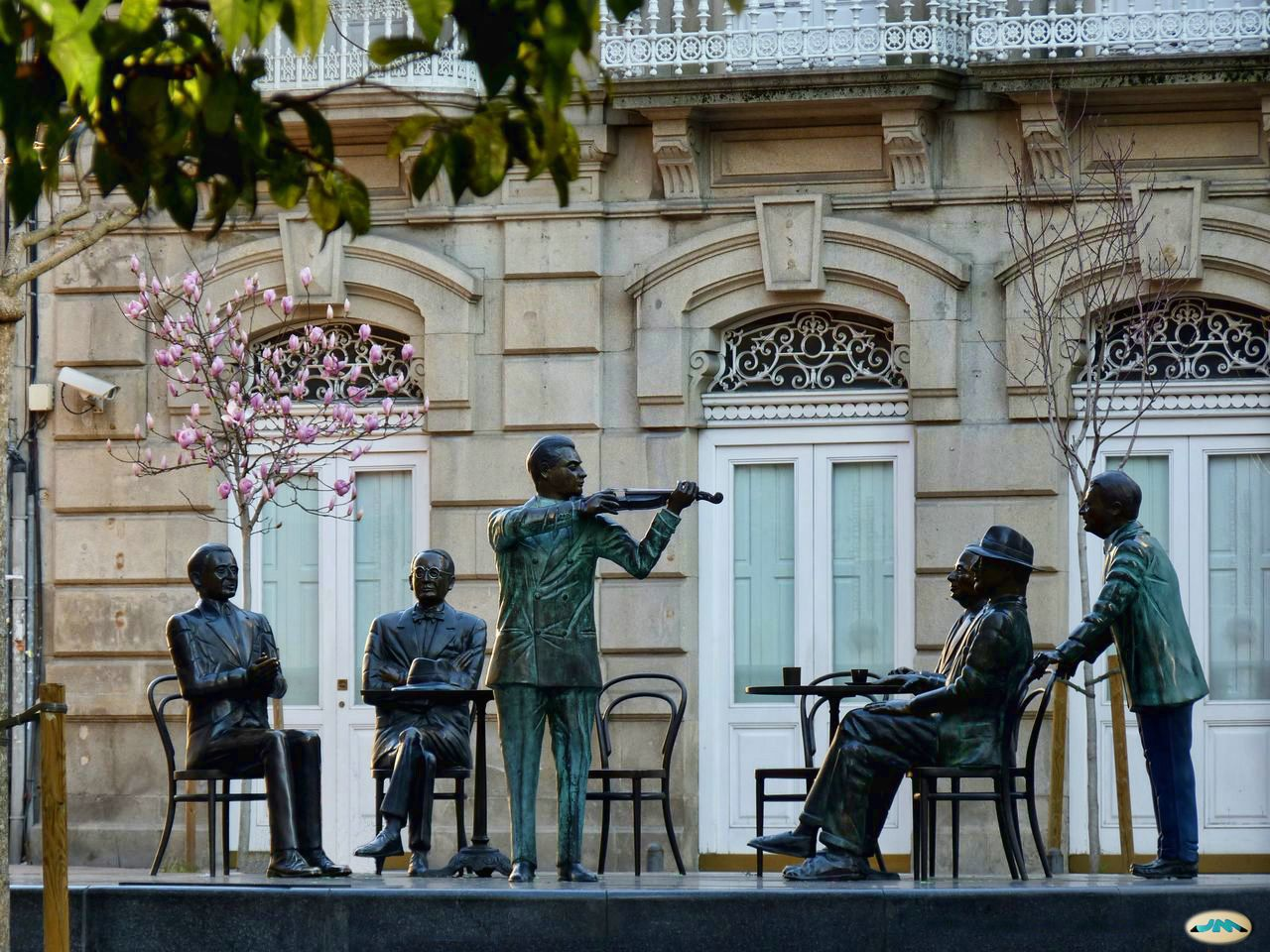
Los participantes en la tertulia
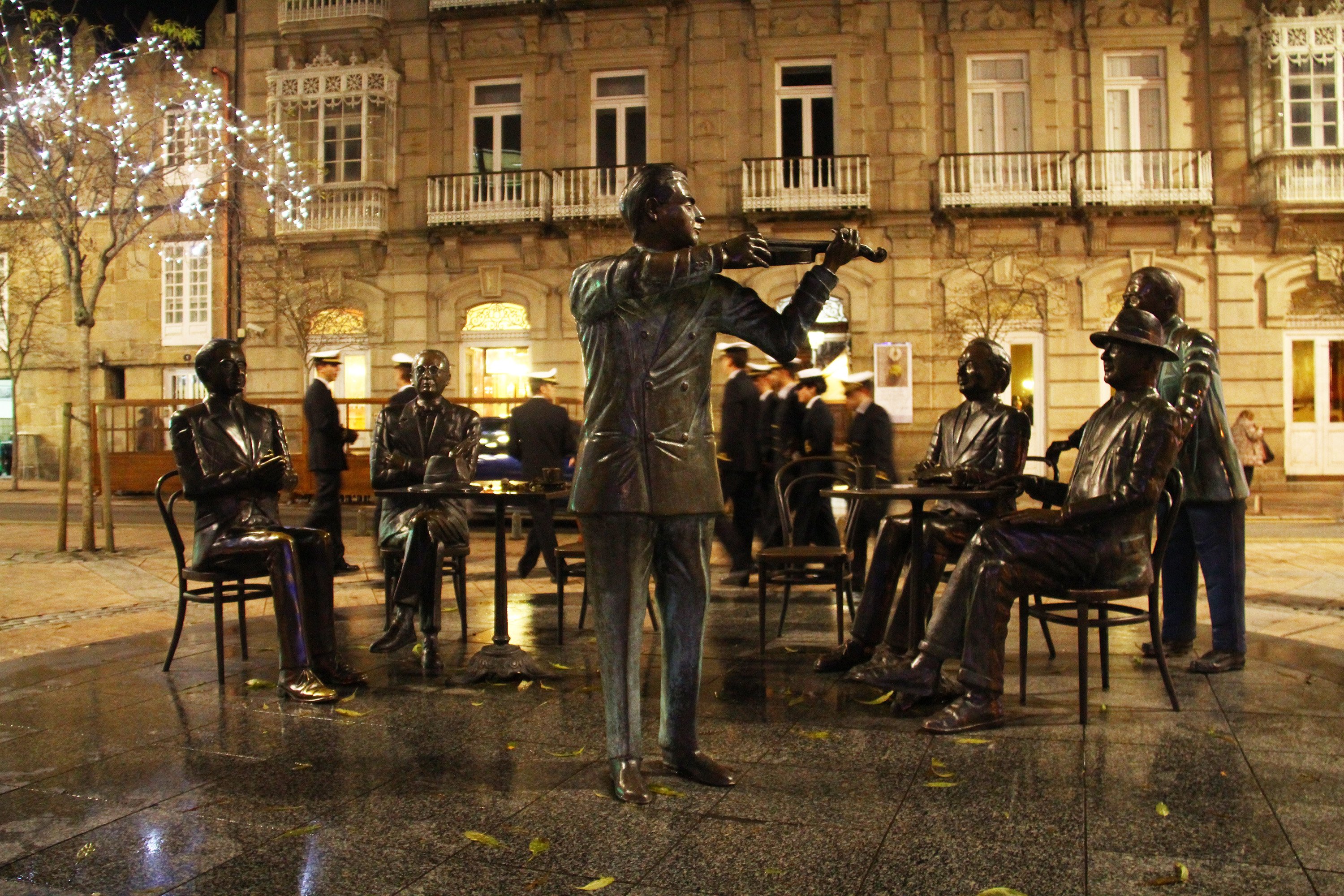
El grupo escultórico de noche
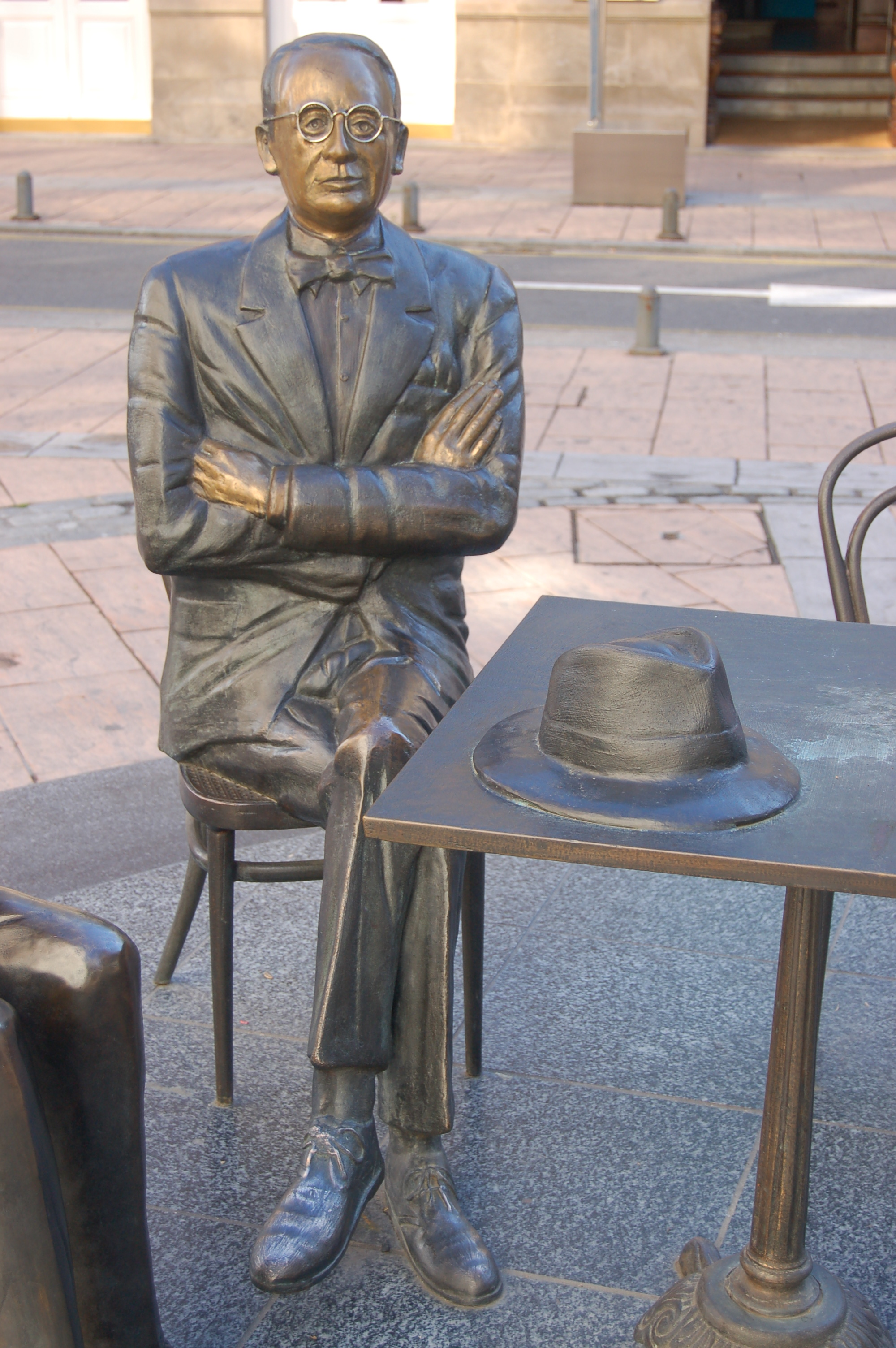
Castelao
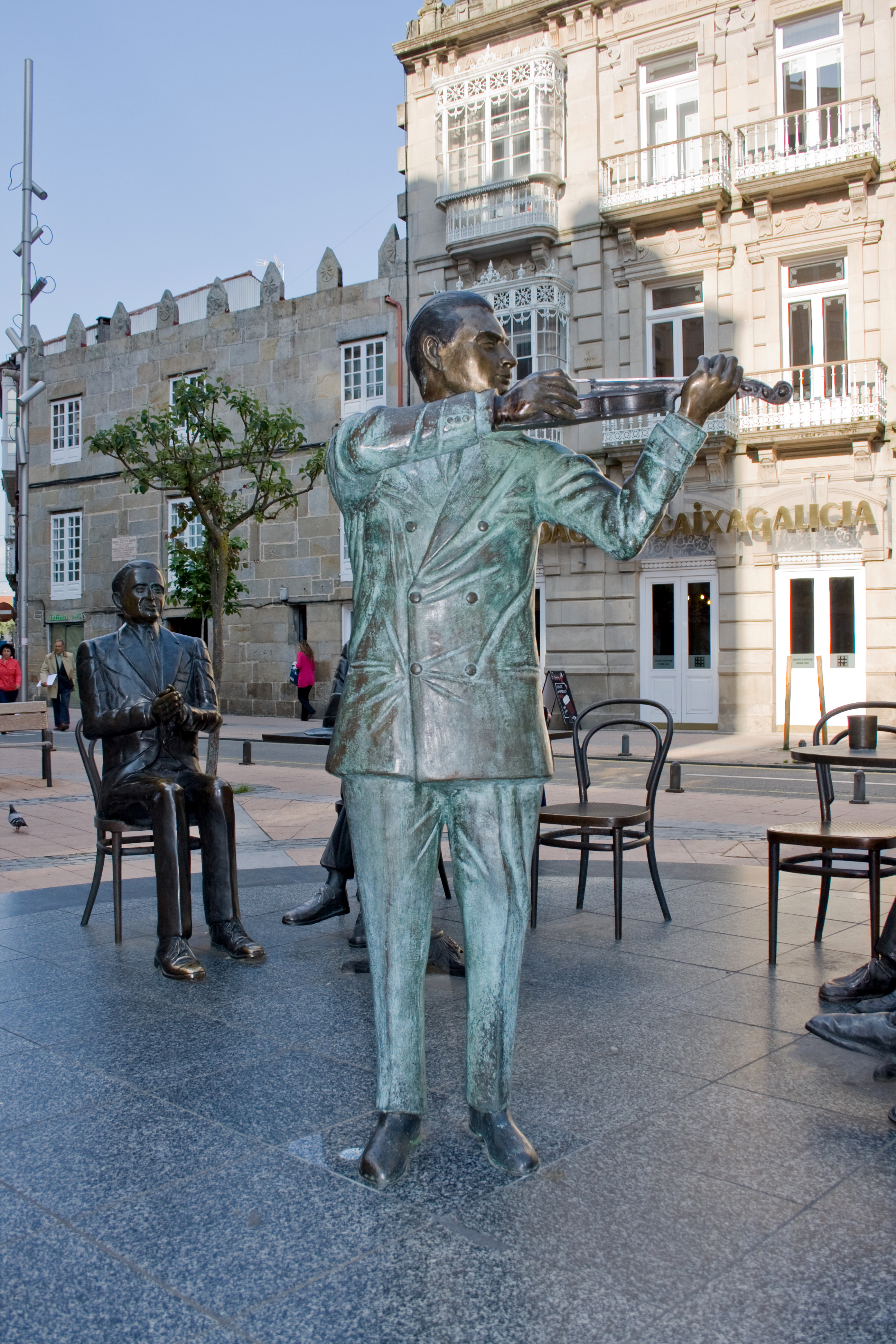
Manuel Quiroga
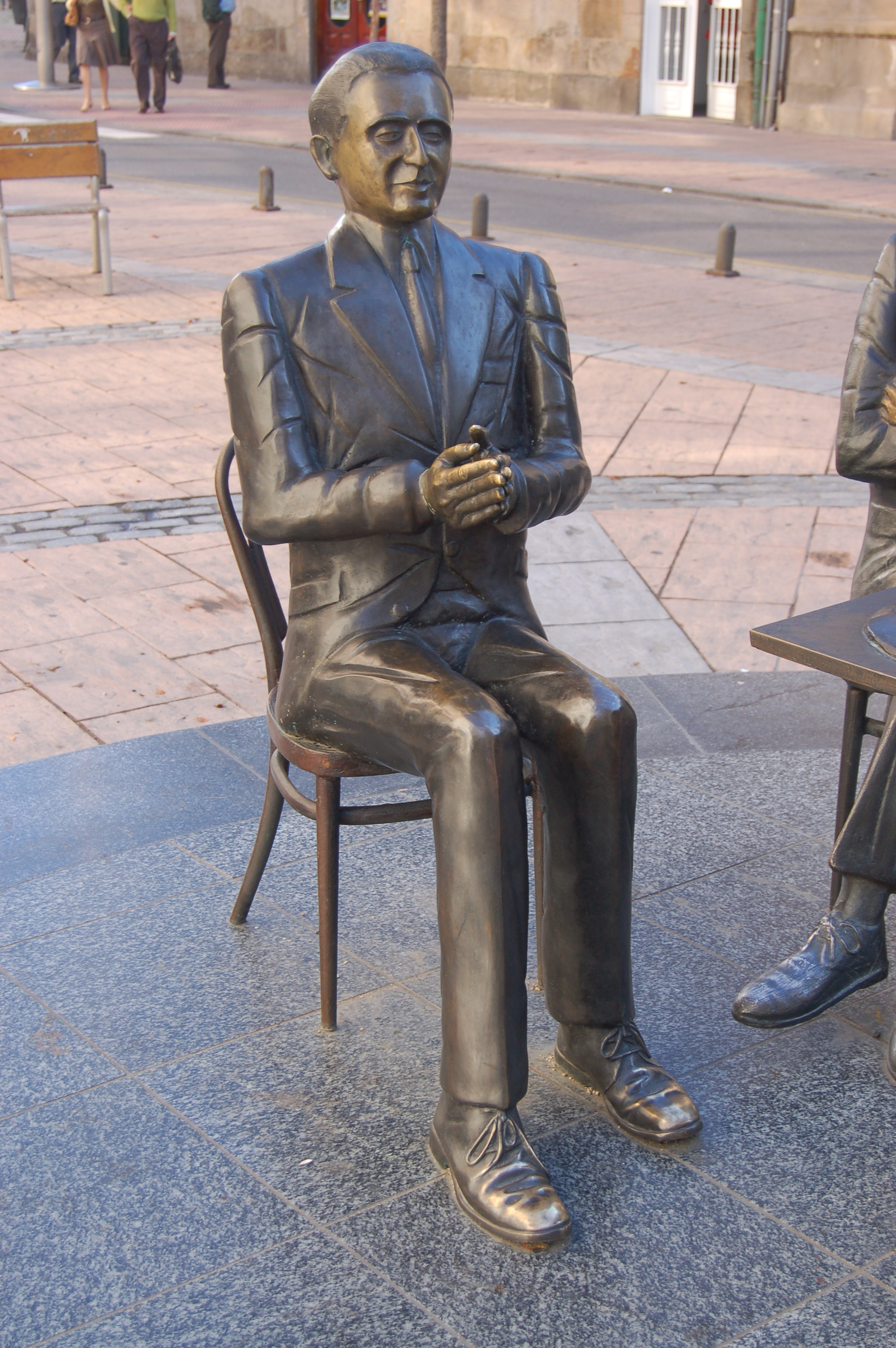
Alexandre Bóveda
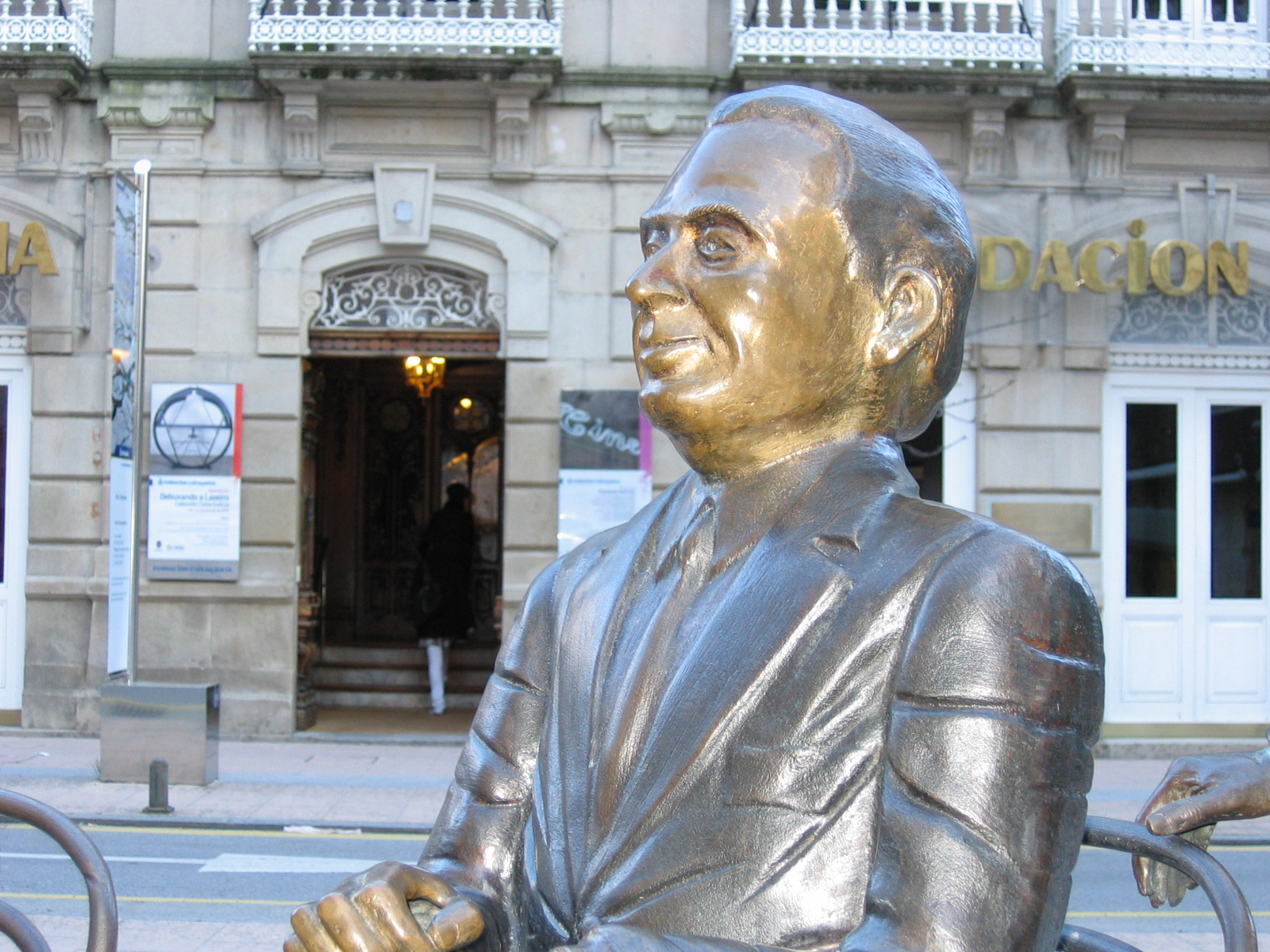
Valentín Paz Andrade
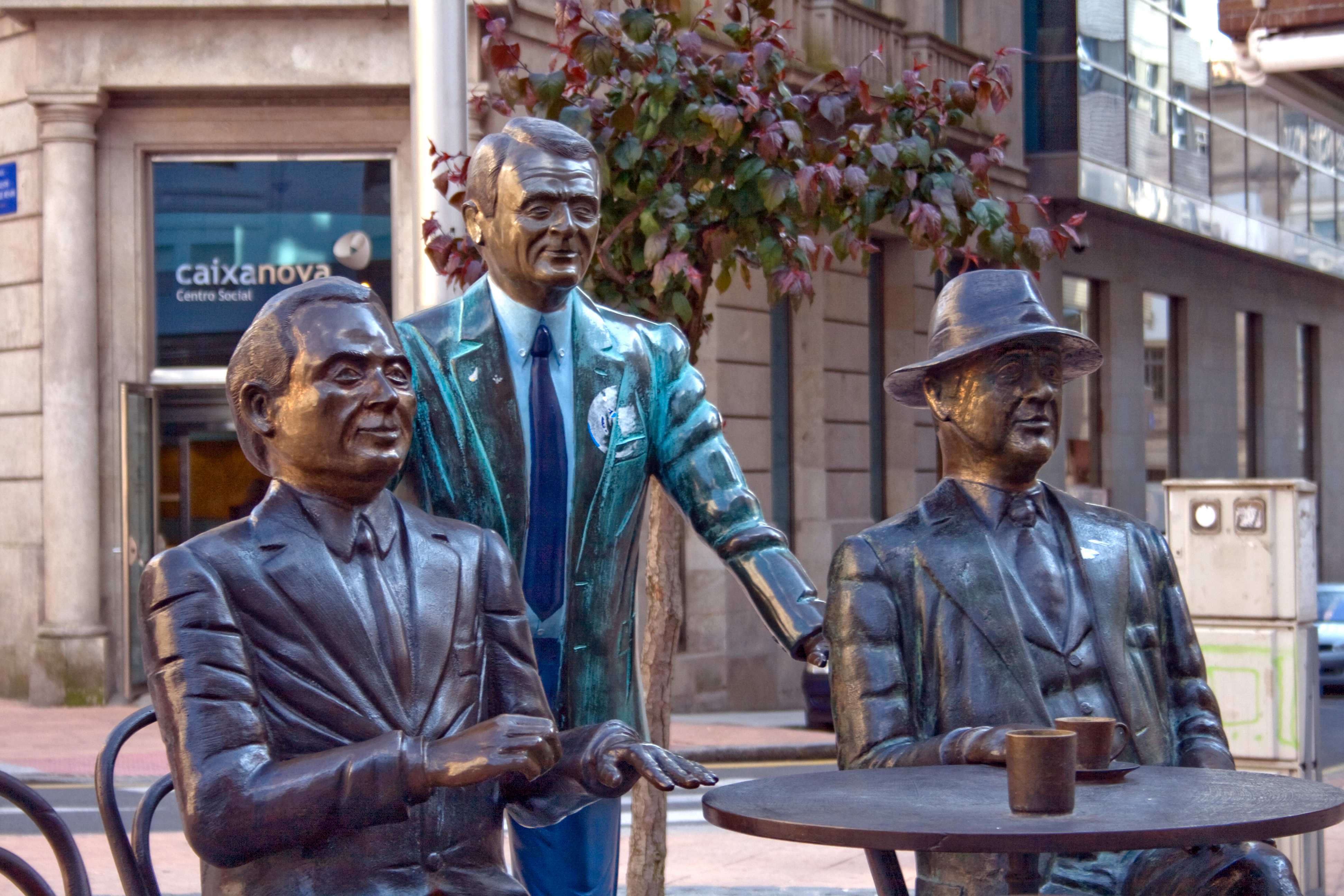
Ramón Cabanillas, Valentín Paz Andrade y Carlos Casares
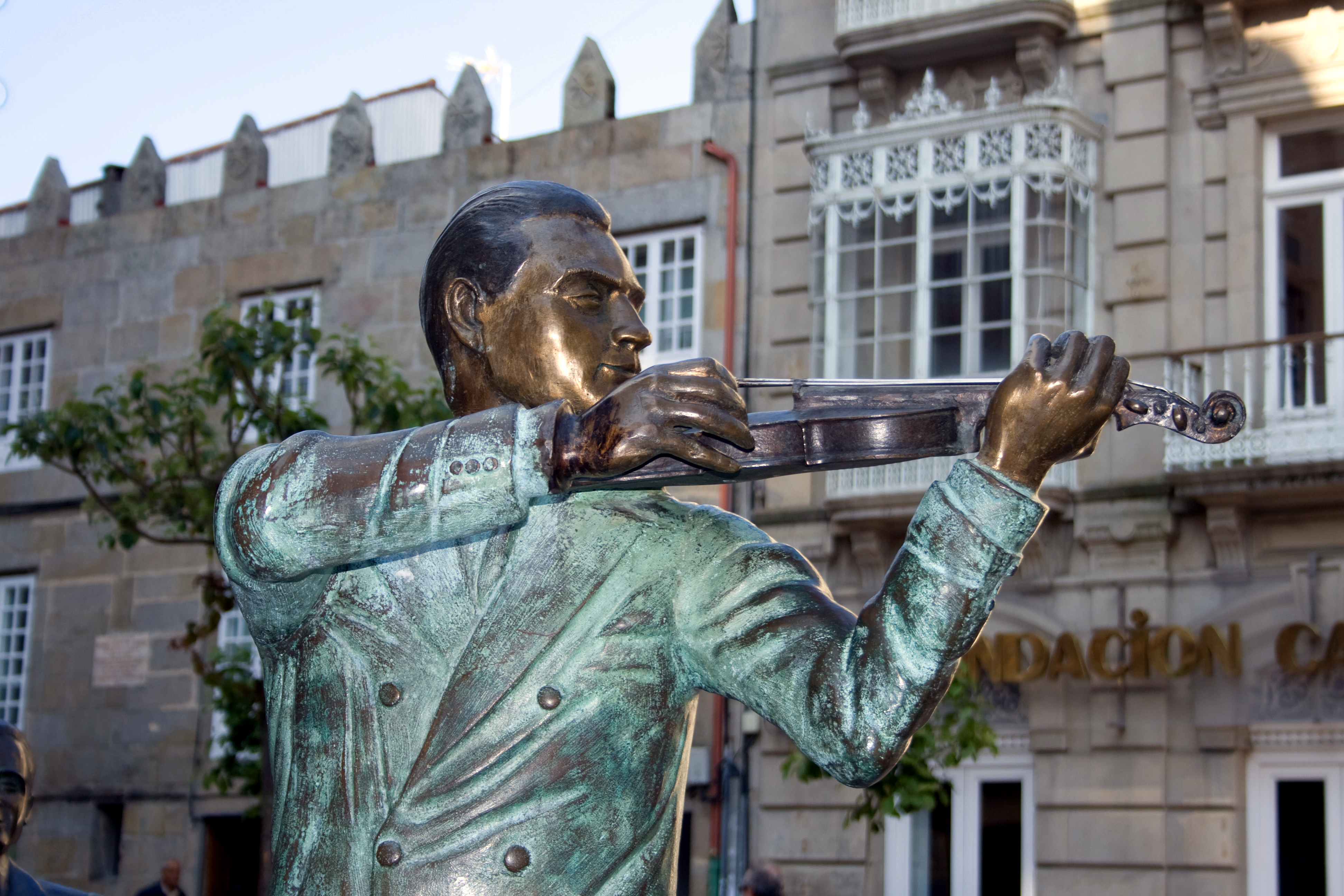
Manuel Quiroga tocando el violín
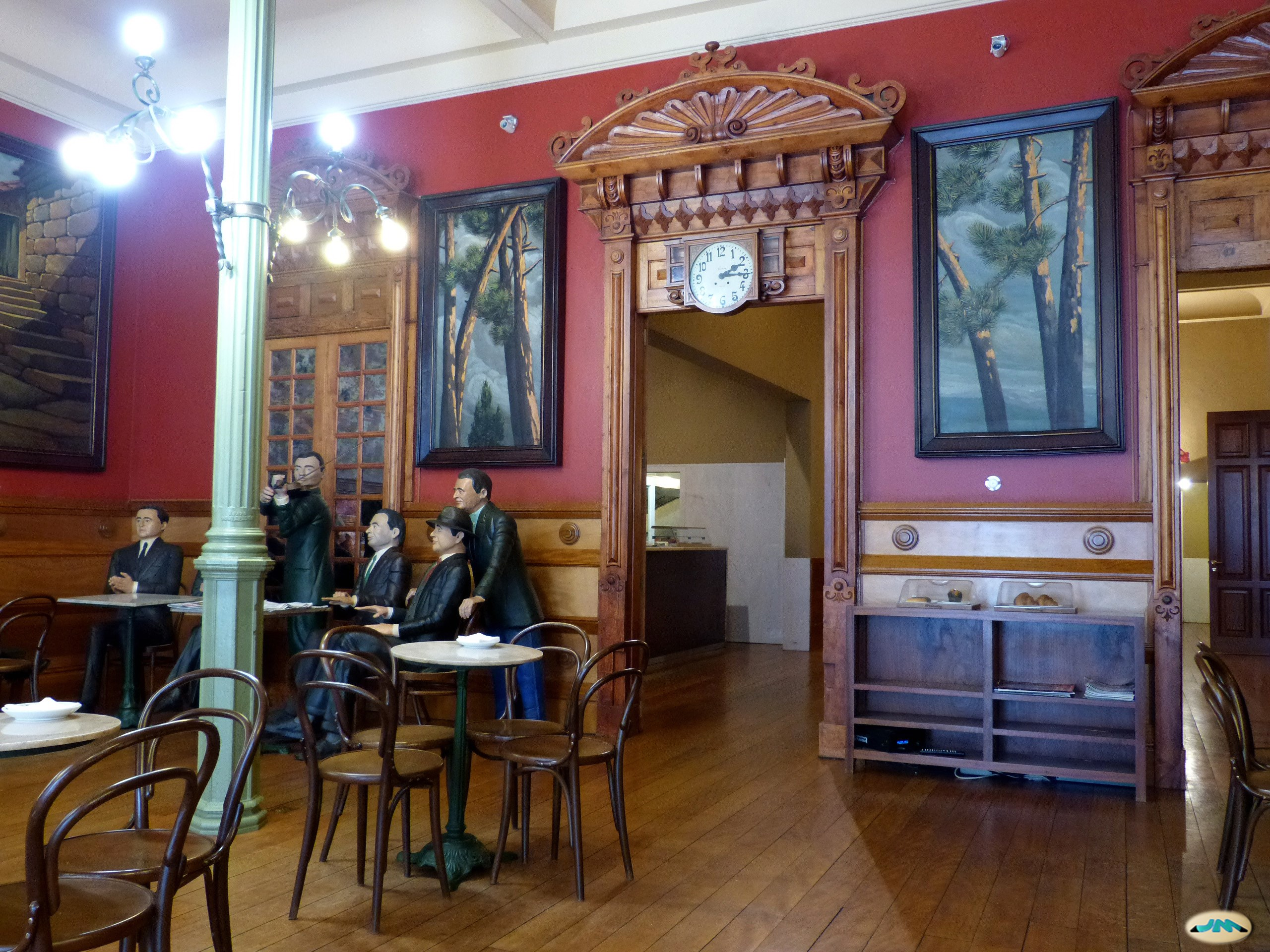
Grupo escultórico policromado en el interior del Café Moderno